# Association internationale de gendarmeries et forces de police à statut militaire
L'Association internationale de gendarmeries et des forces de police à statut militaire (FIEP, dont le sigle vient des initiales des quatre pays fondateurs : France, Italie, Espagne, Portugal) est un regroupement des forces militaires de plusieurs pays.

## Membres
1. Gendarmerie nationale - France, depuis 1994.
2. Arme des Carabiniers (Arma dei Carabinieri) - Italie, depuis 1994.
3. Garde civile (Guardia Civil) - Espagne, depuis 1994.
4. Garde nationale républicaine (Guarda Nacional Republicana) - Portugal, depuis 1996.
5. Gendarmerie turque (Jandarma Genel Komutanlığı) - Turquie, depuis 1998.
6. Gendarmerie royale - Maroc, depuis 1999.
7. Maréchaussée royale (Koninklijke Marechaussee) - Pays-Bas, depuis 1994.
8. Gendarmerie roumaine (Jandarmeria Română) - Roumanie, depuis 2002.
9. Gendarmerie nationale argentine (Gendarmería Nacional Argentina) - Argentine, depuis 2005.
10. Carabiniers du Chili (Carabineros de Chile), depuis 2005.
11. Direction Générale de la Gendarmerie de Jordanie - Jordanie, depuis 2011.
12. Force Lekhwiya - Qatar, depuis 2013.
13. Garde nationale tunisienne - Tunisie, depuis 2016.
14. Police militaire et Corps des pompiers militaires - Brésil, depuis 2016.
15. Forces de sécurité palestiniennes - Palestine, depuis 2017.
16. Garde nationale - Ukraine, depuis 2017.
17. Gendarmerie nationale - Djibouti, depuis 2018.
18. Garde nationale - Koweït, depuis 2019.
19. Gendarmerie nationale - Sénégal, depuis 2019
20. Forces armées de la République de Saint-Marin - Saint-Marin , depuis 2022.
21. Troupe des carabiniers - Moldavie, depuis 2023.

## Missions et intérêt
Cette association est destinée à renforcer la coopération institutionnelle entre ses membres pour mieux répondre aux enjeux de sécurité. Elle permet ainsi aux forces de se maintenir au plus haut niveau technique, mais aussi de développer les capacités et d’échanger leurs valeurs avec les autres gendarmeries et forces de police à statut militaire, avec de véritables perspectives en matière de retour en sécurité intérieure et de stabilité globale. 
Dans le cadre de l'exercice de ses missions d'influence et de promotion, La FIEP a notamment participé au Forum international sur la cybersécurité qui a eu lieu à Lille en janvier 2015.
Si aujourd'hui l'essentiel des activités de la FIEP se concentre sur les temps forts des commissions, la mise en avant du mode de fonctionnement et des activités réalisées au sein des gendarmeries et des forces de police à statut militaire est primordiale. La FIEP est devenue une vitrine pour ces institutions et contribue à leur valorisation aux yeux du grand public.

## Commissions
Chaque année, quatre commissions (Ressources humaines, Nouvelles technologies et Logistique, Organisation du Service et Affaires internationales) se réunissent successivement autour d’un thème de travail commun annuel soutenu par la présidence. Les travaux sont ensuite présentés à l’occasion d’un Sommet des directeurs et commandant généraux des forces de l’association, organisé chaque automne.
| Commissions           | Ressources humaines | Nouvelles technologies et logistique | Organisation du service | Affaires internationales |
| --------------------- | --- | --- | --- | --- |
| Rôles des commissions | 1. Harmoniser les modes de recrutement et d'entraînements entre les différentes entités membres de la FIEP. 2. Promouvoir la coopération et le dialogue dans le cadre de l'exercice professionnelle entre les institutions. | Partager des connaissances et des expériences dans le domaine des nouvelles technologies. Tant dans les communications que dans le champ des transports. | 1. Renforcer la capacité de maintien de l'ordre et de la sécurité publique en uniformisant les réglementations. 2. Prôner la coopération entre les membres pour faciliter l'action sur le terrain. | 1. Permettre l'accès au sein de la commission aux gendarmeries et forces de police à statut militaire extérieures à l'association. 2. Organiser la durabilité des activités de la FIEP par la promotion des résultats de l'association auprès des organisations internationales compétentes. |

## Présidence: nomination et prérogatives
La présidence de l'organisation est tournante puisque les membres de la FIEP prennent sa tête à tour de rôle chaque année. Un mandat ne peut donc pas durer plus d'une année. Ce fonctionnement a été mis en place en 2021 à la suite de la révision des statuts de l'association.
Il a été décidé que le rôle de la présidence consiste à:
- conduire toutes les activités de l'association
- être un point de contact pour tous les membres dans et en dehors des temps de commissions
- identifier les gendarmeries et les forces de police à statut militaire qui pourrait prétendre à intégrer la FIEP
- promouvoir sur la scène internationale le modèle des gendarmeries et des forces de police à statut militaire
- promouvoir le modèle de la FIEP à l'international en proposant, dans ce cadre, à certaines institutions non membres d'être invitées.

## Historique
| Année de présidence                            | 2021-2022                                         | 2022-2023                                                                               | 2023-2024                                                      | 2024-2025                                          |
| ---------------------------------------------- | ------------------------------------------------- | --------------------------------------------------------------------------------------- | -------------------------------------------------------------- | -------------------------------------------------- |
| Institution détenant la fonction de présidence | Garde nationale républicaine                      | Garde civile espagnole                                                                  | Arme des Carabiniers                                           | Gendarmerie nationale française                    |
| Thème de la présidence                         | "Security threats arising from globalization 4.0" | "Impact of a regional conflict on public security: response by Gendarmerie-type Forces" | "Environmental crimes: protecting biodiversity and ecosystems" | "Impact and challenges of artificial intelligence" |